# タケクラフトコーポレーション
タケクラフトコーポレーション株式会社（登記社名: タケ・クラフトコーポレーション株式会社）は、東京都台東区今戸に拠点を置く、特殊車両の車体を製造するメーカー（コーチビルダー）。旧社名は浅草武シート。

## 概説

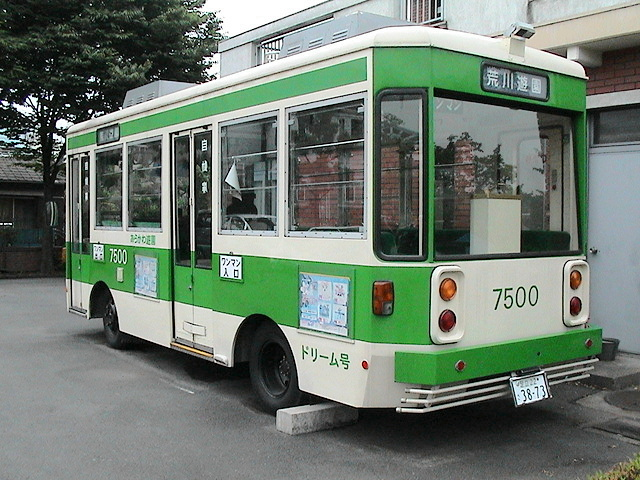
タケクラフトコーポレーションが製造したあらかわ遊園送迎バス（ベース車：いすゞ・エルフ）

各種検診車、特殊救急車、イベントカー、キャンピングカー等の設計・製造を執り行なっている。

## 沿革
- 1925年（大正14年）11月 - 東京都台東区今戸に武シート商会浅草支店として、帆布製品の製造加工販売を開始。
- 1946年（昭和21年） - 山下テント工業所を設立。
- 2004年（平成16年）6月 - タケ・クラフトコーポレーション株式会社として業務再開。

## 主な納品先
- 大阪万博記念公園
- 多摩動物公園
- あらかわ遊園